# Goniacidalia balmata
Goniacidalia balmata là một loài bướm đêm trong họ Geometridae.